# Kék banán

A kék banán

A kék banán (angolul blue banana) egy nem folytonos városiasodott övezet Nyugat-Európában, amely nagyjából Birminghamtől Milánóig ível. Ez az ív (amelynek alakjáról a „banán” nevet kapta) lefedi többek között Londont, Brüsszelt, Amszterdamot, Kölnt, Frankfurtot, Bázelt és Zürichet. Ez a terület a világ egyik legnagyobb koncentrációját mutatja lakosság, tőke és ipar tekintetében. A „kék” jelző pedig onnan ered, hogy az első térképen kékre színezte a fogalmat 1989-ben megalkotó francia geográfuscsapat.

## Külső hivatkozások
- Gert-Jan Hospers: Beyond the Blue Banana? Structural Change in Europe's Geo-Economy PDF (angolul)